# Stelis sanguinea
Stelis sanguinea är en orkidéart som beskrevs av Leslie Andrew Garay. Stelis sanguinea ingår i släktet Stelis och familjen orkidéer. Inga underarter finns listade i Catalogue of Life.